# Choplifter!
Choplifter! (Choplifter) est un jeu vidéo de type shoot 'em up développé par Dan Gorlin et publié par Brøderbund Software sur Apple II en mai 1982,. Il est ensuite porté sur Atari 8-bit, Commodore 64, Commodore VIC-20 (par Creative Software), Atari 5200 (par Atari), ColecoVision, Master System, NES, MSX, Thomson MO5 et TO7 (Par France Image Logiciel en 1985). Il est également porté sur le système d'arcade System 1 par Sega en 1985. Un portage Intellivision était en cours de développement mais fut abandonné. Dans Choplifter, le joueur contrôle un hélicoptère en vue de côté à défilement horizontal et a pour objectif de délivrer des otages emprisonnés dans des casernes en territoire ennemi. Au cours de ses missions, il est amené à affronter trois types d’ennemis : des chars d’assauts, des chasseurs et des mines antiaériennes.

## Système de jeu
Choplifter est un shoot 'em up dans lequel le joueur contrôle un hélicoptère en vue de côté à défilement horizontal avec pour objectif de délivrer des otages emprisonnés dans des casernes en territoire ennemi. Au cours de ses missions, il est amené à affronter trois types d’ennemis : des chars d’assauts, des chasseurs et des mines antiaériennes,. Les chars n’attaquent l’hélicoptère du joueur que lorsqu’il se trouve au sol. Les chasseurs peuvent tirer sur l’hélicoptère avec leurs missiles antiaériens, ou le bombarder lorsqu’il se trouve au sol. Les mines peuvent atteindre l’hélicoptère quel que soit l’endroit où il se trouve et le poursuive après l’avoir repéré. Pour combattre ses ennemis, le joueur dispose de bombes, qu’il peut larguer à la verticale, et de missiles antiaériens qui sont tirés à l’horizontale. Le joueur doit sauver 64 otages. Son hélicoptère ne peut cependant en transporter que 16 à la fois et il doit donc faire plusieurs allers-retours entre sa base et le territoire ennemi.

## Accueil
Au 30 juin 1982, le jeu dépasse les 9 000 copies vendues.

Dans son second numéro de novembre-décembre 1982, le magazine français Tilt qui chronique sa version pour Apple II lui accorde une note de 4/6 en intérêt et 5/6 en graphisme, et écrit : 

« Par son graphisme et la sensibilité de sa manipulation, Choplifter est un excellent jeu d'adresse qui simule parfaitement ce que pourrait être une situation réelle. »

Le jeu est l'une des entrées de l'ouvrage Les 1001 jeux vidéo auxquels il faut avoir joué dans sa vie.